# Lac Huard (rivière Huard)
Pour les articles homonymes, voir Huard et Lac Huard.
Le lac Huard est un plan d'eau traversé par la rivière Huard, dans le bassin versant de la rivière Ha! Ha! et de la rivière Saguenay. Ce plan d’eau est situé dans la municipalité de Ferland-et-Boilleau, dans la MRC du Fjord-du-Saguenay, dans la région administrative de la Saguenay–Lac-Saint-Jean, dans la province de Québec, au Canada.
Quelques routes forestières secondaires permettent l’accès au bassin versant du lac Huard ; ces routes se relient à route 381 (sens nord-sud) qui longe la rivière Ha! Ha!. Ces routes permettent les activités de foresterie et les activités récréotouristiques.
La foresterie constitue la principale activité économique du secteur ; les activités récréotouristiques, en second.
La surface du lac Huard est habituellement gelée du début de décembre à la fin mars, toutefois la circulation sécuritaire sur la glace se fait généralement de la mi-décembre à la mi-mars.

## Géographie
Le lac Huard est situé dans la partie sud-est de la municipalité de Ferland-et-Boilleau, soit à environ 7,2 km au nord de la limite des régions administratives de Saguenay–Lac-Saint-Jean et de la Capitale-Nationale. Les principaux bassins versants voisins du lac Huard sont :
- côté nord : rivière Huard, rivière Ha! Ha!, lac du Berger, lac de la Belle Truite, lac des Cèdres, rivière des Cèdres, Bras de Ross, rivière Pierre ;
- Côté est : lac Charny, lac de la Grosse Cabane, ruisseau à John, rivière Cami, rivière à la Catin ;
- côté sud : rivière Ha! Ha!, lac Ha! Ha!, Petit lac Ha! Ha!, rivière à Pierre, rivière Malbaie, rivière à la Cruche, rivière Porc-Épic ;
- côté ouest : rivière à Pierre, rivière Ha! Ha!, lac Ha! Ha!, rivière à Mars, bras d'Hamel.

Le lac Huard comporte une longueur de 2,8 km en forme de croissant ouvert vers le sud-ouest, une largeur maximale de 0,5 km, une altitude est de 401 m et une superficie de km2. Il comporte une zone de marais autour de la décharge du lac Charny et du lac de la Grosse Cabane. Son embouchure est située au nord-ouest, à :
- 2,9 km à l’est du centre du village de Boileau de la municipalité de Ferland-et-Boilleau ;
- 4,0 km au sud-ouest du lac Charny ;
- 3,5 km au sud-est du barrage à l’embouchure du lac Ha! Ha! qui est traversé par la rivière Ha! Ha! ;
- 6,0 km au nord-est d’un sommet de montagne qui atteint 781 m ;
- 5,5 km au sud-est de la confluence de la rivière Huard et de la rivière Ha! Ha! ;
- 26,6 km au sud-est de la confluence de la rivière Ha! Ha! et de la baie des Ha! Ha!.

À partir de l'embouchure du lac Huard, le courant :
- descend le cours de la rivière Huard sur 5,9 km vers le nord-ouest ;
- descend le cours de la rivière Ha! Ha! sur 29,1 km vers le nord-ouest ;
- traverse la Baie des Ha! Ha! sur 11 km vers le nord-est ;
- descend le cours de la rivière Saguenay sur 93,1 km vers l’est jusqu'à Tadoussac où cette dernière rivière se déverse dans le fleuve Saint-Laurent.

## Toponymie
Le toponyme « lac Huard » a été officialisé le 9 janvier 1986 par la Commission de toponymie du Québec.